# 26837 Yoshitakaokazaki
26837 Yoshitakaokazaki è un asteroide della fascia principale. Scoperto nel 1991, presenta un'orbita caratterizzata da un semiasse maggiore pari a 2,2366573 UA e da un'eccentricità di 0,2265876, inclinata di 3,07645° rispetto all'eclittica.